# Nagy Gábor Miklós
Nagy Gábor Miklós (Nagyatád, 1975. december 6. –) magyar közgazdász, újságíró, költő, kommunikációs szakértő, a Magyar Közgazdasági Társaság titkárságvezetője.

## Szakmai munkássága
A debreceni Fazekas Mihály Gimnáziumban érettségizett 1994-ben. Diplomáját 1999-ben vehette át a debreceni Kossuth Lajos Tudományegyetem Közgazdaságtudományi Karán, nemzetközi üzleti szakirányon. Csaknem tíz éven át dolgozott gazdasági újságíróként, szerkesztőként a Hajdú-bihari Naplónál. Első főszerkesztője volt az induló Hajdú Online portálnak. Az európai integráció érdekében végzett munkáját az Európai Bizottság Magyarországi Delegációja 2001-ben Robert Schuman-oklevéllel ismerte el. 2002 és 2004 között a Hajdú-Bihar Megyei Önkormányzat kommunikációs menedzseri feladatait látta el. Ezt követően másfél évig a Nemzeti Fejlesztési Hivatal, majd Ügynökség kommunikációs főosztályát vezette. Csaknem öt évig könyvszerkesztőként és PR-felelősként dolgozott a TAS Kiadónak, felelős szerkesztője volt többek között a Magyar Pénzügyi és Tőzsdei Almanach magyar és angol nyelvű köteteinek, valamint szerkesztője volt az Igenis, miniszter úr című angol politikai szatíra első magyar nyelvű kiadásának is. Emellett számos könyv és kiadvány szerzője, szövegírója, illetve szerkesztője.
2007 májusa óta az egyik legpatinásabb magyar civil szervezet, a Magyar Közgazdasági Társaság titkárságvezetője. Az elmúlt években több alkalommal tartott online marketing, PR és kommunikáció, valamint sajtó-műfajelméleti témájú előadásokat, kurzusokat a Magyar Újságírók Országos Szövetsége Helyi Lapok Szakosztálya és a Média Provincia Egyesület képzésein, valamint a MÚOSZ és a TÖOSZ közös konferenciáin, elsősorban önkormányzati PR-ral foglalkozó szakemberek és a helyi médiában dolgozó újságírók számára.[forrás?]

## Szépirodalmi munkássága
Első versei a Hajdú-bihari Napló hétvégi irodalmi mellékletében jelentek meg. Verseit többek között a Néző • Pont irodalmi és művészeti folyóirat, az Ezredvég folyóirat és a Magyar Napló közölte. Szerepelt az Elmozdulások című, fiatal hajdú-bihari írók és költők műveit bemutató antológiában (Felsőmagyarország Kiadó, Miskolc, 1998). Eddig három önálló kötete jelent meg, szerzői kiadásban:
- Szívállásjelentés (2016)[2]
- Gravitációs alappontok (2018)[3]
- Hexametert dobol ujjával.[4]

A Hexametert dobol ujjával... című kötetéről Nagy Koppány Zsolt József Attila-díjas író, műfordító, szerkesztő írt recenziót a Magyar Idők 2018. október 3-i, szerdai számába; valamint Gyimesi László Gábor Andor-díjas költő az Óbudai Anziksz 2018/19 téli számába. A kötetet 2019. szeptember 6-án A hét könyvei között ajánlotta az Élet és Irodalom.
Hexameter versformában megírt pályaműveit 2016-ban ezüst babérkoszorúval és az Aquincumi Múzeum különdíjával, 2017-ben pedig a Nyugat Plusz folyóirat különdíjával jutalmazta az Aquincumi Költőverseny zsűrije. 2018-ban a Városi ecloga című versét Bede-Fazekas Anna, Papp Jánosés Papp Dániel színművészek előadásában hallhatta a döntő közönsége. Írj új várost című, hexameter versformában írt, időmértékes verse a 2019-ben XXII. Aquincumi Költőverseny közönségdíját nyerte el. 2020-ban harmadik helyezést érdemeltek a húsvéti epigrammái a Magyar Írószövetség, az Előretolt Helyőrség, a Könyvtárellátó, a Könyvkultúra Magazin és a Hajónapló közös locsolóvers-pályázatán.

### Szépirodalmi publikációi
- Versek és tárcák a Hajdú-bihari Napló Vasárnap című hétvégi mellékletében. Inform Média Kft., Debrecen, 1994–2003
- A Fazekas Mihály Gimnázium Értesítője az 1993/94-es tanévről. Fazekas Mihály Gimnázium, Debrecen, 1995
- Elmozdulások: fiatal hajdú-bihari költők, írók antológiája. Felsőmagyarország Kiadó, Miskolc, 1998
- Szívállásjelentés. Szerzői kiadás, Budapest, 2016
- A XIX. Aquincumi Költőverseny döntőbe jutott verseinek gyűjteménye. Aquincumi Múzeum, Budapest, 2016
- Versek és tárcák a Néző ● Pont irodalmi és művészeti folyóirat 71., 72., 75., 77., 81. és 85. köteteiben. Debrecen, 2016-2018[13]
- Nyitóvers a Herman Ottó Intézet vidékfejlesztőknek és környezetgazdáknak szóló, A Falu című folyóirata 2016. tavaszi (XXXI. évfolyam 1.) számában. Herman Ottó Intézet, Budapest, 2016
- Categoricus imperativus c. vers az Ezredvég folyóirat XXVI. évfolyam 4. (2016. július–augusztusi) számában. Ezredvég, Budapest, 2016
- Lisszaboni déjà vu – a Népszava Szép Szó melléklete, 2018. február 3.[14]
- Gravitációs alappontok. Szerzői kiadás, 2018
- Megmarad állandónak a város... A XX. Aquincumi Költőverseny díjazott verse az Ezredvég folyóirat XXVIII. évfolyamának 2018. július-augusztusi számában. Budapest, 2018[15]
- Három vers (Kor, bor, irodalom; Két könnyű disztichon; Paratölgyek) a Magyar Napló 2018. augusztusi számában[16]
- A Hexametert dobol ujjával... című kötetéből négy időmértékes versét – Krúdy; Lisszabon; Otthon, Európában; Régi gyökér – közölte a Néző • Pont folyóirat 2018. decemberi száma.[17]
- Gravitációs alappontok című kötetéből a Képírás internetes folyóirat közölt részletet 2019 decemberében.[18]
- Három időmértékes verse – az Epigramma a lecsóhoz és a fröccshöz; a Hendrix és a Van Gogh kékje – jelent meg A Hetedik című internetes folyóirat 2020. áprilisi számában.[19]
- Húsvét (hexameterek) című verse a Néző ● Pont irodalmi és művészeti folyóirat 101. kötetében (2020. nyár)[20]
- Téridő című, hexameterekben írt verse a Néző ● Pont irodalmi és művészeti folyóirat 2020. decemberi számában.[21]
- Írj új várost és Ordas idők című versei a Képírás internetes folyóirat 2021. márciusi számában.[22]
- Három időmértékes verse - MMXXI. ecloga; A varázsló; Idő, mérték - a Néző ● Pont irodalmi és művészeti folyóirat 2021. decemberi, 108. számában.[23]
- MMXXI. ecloga című verse az Ezredvég folyóirat XXXII. évfolyam, 2022/2. március–áprilisi számában[24]
- Nyolc időmértékes verse (Évmilliárdos; Virtuális epigramma; Hexameterek a bluesról; Két disztichon egy ködös délelőttre; Léleklángok; A porondmester vacsorája; Négy hexameter vasárnap estére; Két őszi disztichon) a Néző ● Pont irodalmi és művészeti folyóirat 2022. decemberi, 111. számában.[25]
- Február (Kalendárium) című verse a Femme Harmone magazin 2022/4. számában[26]
- Négy időmértérkes verse (Verset kellene írni…, Dzsesszmozdony, Epigramma a portóihoz, Tornyok) a Képírás irodalmi és művészeti internetes folyóirat 2023. szeptember-októberi számában
- A Kalendárium ciklus három verse (Március, Április, Május) a Femme Harmone magazin III. évfolyamának 1. számában

## Szakmai tanulmányok, cikkek
- Közigazgatási reform és regionális politika; Comitatus 14. (2004) 10., p. 54–65.[27]
- Jóléti helyett esélyteremtő önkormányzatok; Comitatus 15. (2005) 3., p. 5–20.[28]
- Útjelzők a problématérképen; Debreceni szemle 13. (2005) 3., p. 360.[29]
- Az infokommunikáció eszközei a térségi kisvállalkozásokban, avagy az internet eszközeivel hogyan népszerűsíthetjük és tehetjük sikeresebbé vállalkozásunkat. Lendület Egyesület, 2011
- A magyar mezőgazdaság csatlakozása az Európai Unió egységes piacához; Debreceni Egyetem, 1999[30]

## Szövegírói munkássága
- Megújuló örökségünk – uniós fejlesztések útikönyve. Válogatás a 2007–2013-as időszak fejlesztéseiről. Miniszterelnökség, 2015
- 63000 lépés Magyarországon – uniós fejlesztések útikönyve. Válogatás a 2007–2013-as időszak fejlesztéseiről. Miniszterelnökség, 2014
- Lépésről lépésre – uniós fejlesztések magazinja. Regionális válogatás a 2007–2013-as időszak fejlesztéseinek eredményeiből. Miniszterelnökség, 2014
- Várfejlesztés – a Várnegyed újság melléklete a Budai Vár és környéke közlekedésfejlesztése című európai uniós projektről. Budavári Önkormányzat, 2013–2015
- Hat eredményes év a fejlesztéspolitikában[halott link]. Összefoglaló az európai uniós támogatások felhasználásáról, 2004–2010. Nemzeti Fejlesztési Ügynökség, 2010
- A pályázók szolgálatában – A Kistérségi Koordinációs Hálózat bemutatkozó kiadványa. Nemzeti Fejlesztési Ügynökség, 2009
- Egyszerűbben, gyorsabban, átláthatóbban! (Archiválva 2018. július 21-i dátummal a Wayback Machine-ben) Az Új Magyarország Fejlesztési Terv intézményi és támogatási rendszerének működése, 2007–2013. Nemzeti Fejlesztési Ügynökség, 2007

## Szerkesztői munkássága
- Régészeti kalandozások. A régészet legújabb hazai eredményei. Új technológiák a kutatásban és a prezentációban. Forster Központ, Budapest, 2014[31]
- A válság és kezelése a világban és Magyarországon. Válogatás a Magyar Közgazdasági Társaság 47. Közgazdász-vándorgyűlésének előadásaiból. Magyar Közgazdasági Társaság – Tas Kiadó, 2010
- Helyben Vagyunk. A Pesti Est regionális különszámai az európai uniós fejlesztésekről. Pesti Est – Nemzeti Fejlesztési Ügynökség, 2008–2010
- EU Idő – hírlevél az európai uniós fejlesztésekről. Nemzeti Fejlesztési Ügynökség, 2009–2010
- Magyar Pénzügyi (és Tőzsdei) Almanach, 2006–2010. évfolyamok. Tas Kiadó, 2006–2010[32]
- Jonathan Lynn & Antony Jay: Igenis, miniszter úr! Tas Kiadó, 2008
- Felzárkózásunk a kibővült Európában. Válogatás a Magyar Közgazdasági Társaság 45. és a Romániai Magyar Közgazdász Társaság 16. Közgazdász-vándorgyűlésének előadásaiból. Magyar Közgazdasági Társaság – Tas Kiadó, 2008
- Magyar helyteremtés Európában – Kihívások az egyensúly, konvergencia, felzárkózás hármasában. Válogatás a Magyar Közgazdasági Társaság 44. Közgazdász-vándorgyűlésének előadásaiból. Magyar Közgazdasági Társaság – Tas Kiadó, 2007
- Garami Erika: Pénztörténet. Tas Kiadó, 2007
- Épül az európai Magyarország. Regionális kiadványsorozat sikeres európai uniós projektekről. Nemzeti Fejlesztési Hivatal, 2007